# XVII Congresso del Partito Comunista di tutta l'Unione (bolscevico)
Il XVII Congresso del Partito Comunista di tutta l'Unione (bolscevico), o PCU(b), si tenne dal 26 gennaio al 10 febbraio 1934 a Mosca. All'epoca fu pubblicizzato come il "Congresso dei vincitori", poiché celebrò i successi del primo piano quinquennale; successivamente fu anche ribattezzato il "Congresso dei fucilati" per l'altissimo numero di delegati che, pochi anni dopo, sarebbero rimasti vittime delle purghe destro-trozkiste . Infatti, dei 1966 delegati che parteciparono al Congresso, 1108 furono in seguito arrestati e condannati a morte.

## I lavori

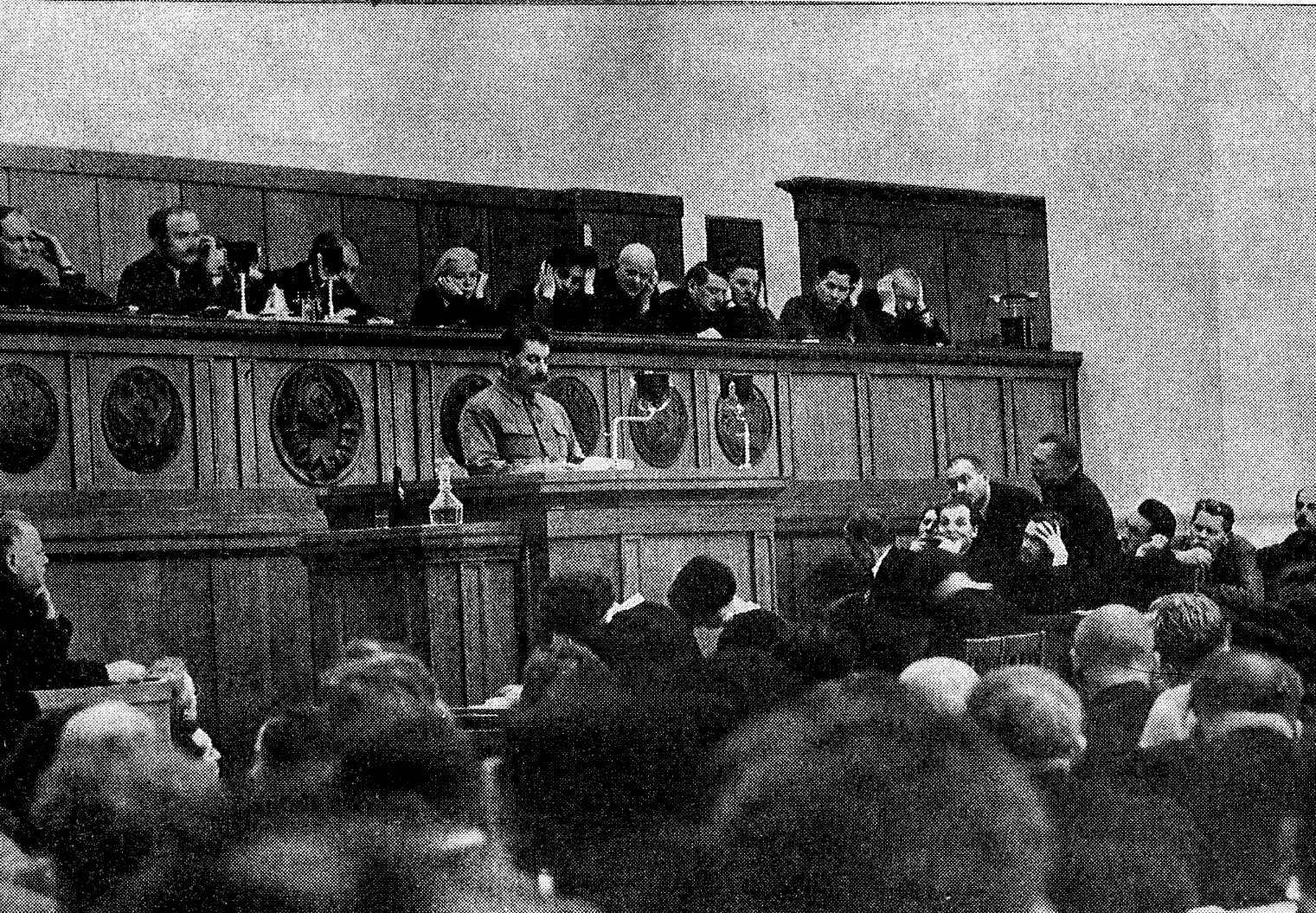
Relazione di Stalin nella giornata inaugurale del Congresso

Il Partito bolscevico contava nel 1933 1 872 488 iscritti e 935 298 candidati, rappresentati al Congresso da 1227 delegati con voto deliberativo e 739 con voto consultivo.
Durante i lavori i relatori principali furono Stalin per il Comitato centrale, Vladimirskij per la Commissione centrale di revisione, Rudzutak per la Commissione di controllo, Manuil'skij per la delegazione del Partito bolscevico presso il Comintern. Sulle questioni organizzative del partito e del Paese il relatore fu Kaganovič. Molotov e Kujbyšev relazionarono invece sul secondo piano quinquennale, avviato nel 1933 e da completarsi nel 1937. Il Congresso si tenne infatti dopo il completamento del primo piano quinquennale, che aveva marcato un passo significativo nella trasformazione dell'Unione Sovietica da Paese essenzialmente agricolo a potenza industriale, e l'assemblea ebbe il compito di definire gli obiettivi del secondo piano. Tra essi fu sottolineata l'importanza del potenziamento della capacità difensiva dell'URSS, minacciata dal rischio di una guerra imperialista connessa allo sviluppo dei regimi fascisti consolidatisi in vari Paesi dopo la crisi economica del 1929.
Il Congresso votò anche una nuova versione dello Statuto del partito, nel quale il PCU(b) venne definito «nucleo avanzato e organizzato del proletariato dell'Unione Sovietica e forma suprema della sua organizzazione di classe». Fu inoltre deliberata la riorganizzazione della Commissione di controllo ed eletto il nuovo Comitato centrale, composto da 71 membri effettivi e 68 candidati. 98 di questi sarebbero stati giustiziati nel 1937.